# Mourecotelles tarsalis
Mourecotelles tarsalis là một loài Hymenoptera trong họ Colletidae. Loài này được Toro & Cabezas mô tả khoa học năm 1978.